# Белоруси
Белоруси (блр. беларусы) су источнословенски народ, који претежно живи у Белорусији, где чини око 84% становништва. Белоруси су већином православне вероисповести, а говоре белоруским и руским језиком, који спадају у словенску групу индоевропске породице језика. У средњовековној доби су се називали Литвини.

## Име
Током совјетске ере, Белоруси су се називали Byelorussians или Belorussians (из Белорусије, изведено од руског „Белоруссия“). Раније су били типично познати као Бели Руси или Бели Русини (из Беле Русије или Беле Рутеније, на основу „Белаа Русь“). Након белоруске независности 1991. године, постали су познати као Белоруси (из Белорусије, изведено од „Беларусь“). На руском се земља и даље често назива „Белоруссијом“, посебно у Русији.
Појам Бела Рус (блр. Белая Русь), такође познат као Бела Рутенија или Бела Русија (како се термин Рус' често меша са њеним латинским облицима Русија и Рутенија ), први пут је коришћен у средњем веку за означавање области Полоцка. Сам назив Рус потиче од народа Руса који је дао назив територијама Кијевске Русије. Хронике Јана из Чарнкова помињу затварање литванског великог војводе Јогаиле и његове мајке у „Albae Russiae, Poloczk dicto„ 1381. Током 17. века, руски цареви су користили овај израз да описују земље које су додате из Велике Кнежевине Литваније. Међутим, током грађанског рата у Русији, термин Бели Рус је постао повезан са белим покретом.

## Генетика
Белоруси, као и већина Европљана, углавном потичу из три различите лозе: мезолитских ловаца-сакупљача, пореклом од кромањонске популације која је стигла у Европу пре око 45.000 година; Неолитски фармери који су мигрирали из Анадолије током неолитске револуције пре 9.000 година; и степски сточари Иамнаиа који су се проширили у Европу из понтско-каспијске степе у контексту индоевропских миграција пре 5.000 година.

## Географска дистрибуција
Белоруси су источнословенска етничка група, који чине већину становништва Белорусије. Популација белоруске мањине живи у земљама које су суседне Белорусији: Украјини, Пољској (посебно у Подласком војводству ), Руској Федерацији и Литванији. Почетком 20. века Белоруси су чинили мањину у регионима око града Смоленска у Русији.
Значајан број Белоруса је емигрирао у Сједињене Државе, Бразил и Канаду почетком 20. века. Током совјетских времена (1917–1991), многи Белоруси су депортовани или мигрирани у различите регионе СССР-а, укључујући Сибир, Казахстан и Украјину. Од распада СССР -а 1991. године, неколико стотина хиљада Белоруса емигрирало је у балтичке државе, Сједињене Државе, Канаду, Русију и земље ЕУ.

## Историја
Белоруске земље су у састав Руске Империје ушле крајем 18. века. Поједини научници назив „Бела Рус“ повезују са светлом бојом косе и белом одећом становништва земље. По другој теорији, „Бела Русија“ је првобитно означавала „слободну Русију, независну од Татара“. Цар Николај I Романов је 1840. године забранио званичну употребу назива „Бела Рус“, „Бела Русија“, „Белоруси“: они су постали становништво „Северозападне покрајине“.
Белоруси су релативно касно себе спознали као посебан народ. Белоруски интелектуалци су тек средином 19. века изнели мисао о Белорусима као посебном народу. Међутим, национална самосвест се у широким слојевима становништва развијала полагано и коначно се уобличила тек после стварања Белоруске ССР 1919. године (од 1991. година Република Белорусија).
Белоруси су по бројности трећи словенски народ Русије. Белоруси су у Русији одвајкада живели поред Руса у Смоленској, Псковској области, као и у Средишњој Русији, Поволжју и Сибиру, камо су се преселили после Руско-пољског рата у 17. веку и каснијих насилних подела Пољске. Многи сељаци и занатлије су одлазили у Русију и добровољно - због оскудности белоруске земље. Велике заједнице Белоруса настајале су у Москви и касније у Петербургу.
У Русији према стању из 90-их година 20. века живи око 1,2 милиона Белоруса. Већина њих се порусила, поготово грађани. Тек нешто више од трећине њих је 1989. године изјавило да им је белоруски језик матерњи. Према подацима делимичног истраживања извршеног у Петербургу 1992. године половина анкетираних Белоруса је изјавила да припадају руској култури, четвртина - мешовитој руско-белоруској и свега око 10% - белоруској. Белоруси из Русије имају много мешовитих породица - са Русима, Украјинцима, Карелцима.

## Култура и традиција

### Традиционална привреда
Основна традиционална занимања Белоруса су пољопривреда, углавном земљорадња и сточарство месно-млечног усмерења. Житарице су сејали смењујући различите културе - хељду, овас, пшеницу, јару раж. Од техничких култура узгајани су лан и конопља за израду домаћег, сликарског и фабричког платна, конопца, биљног уља. Широко је било развијено вртарство. Преовлађивао је једнопољни систем. Земља је обрађивана делимично оруђима сопствене израде, делимично куповним (гвозденим плуговима); сачувана је традиција дрљања ораница дрвеним дрљачама, млаћења житарица цеповима. У годинама пре револуције започето је удруживање ради куповине вршалица и других пољопривредних машина, и млевења жита у воденицама. Жетва житарица и техничких култура вршена је ручно. Од домаћих животиња држане су краве, коњи, свиње, овце, разна живина. Привреда је дуго времена била полунатурална: у породици су израђивана многа оруђа за рад, дрвене потрепштине, ланене и вунене тканине домаће израде, одећа и доње рубље. Приличан приход доносили су шумско (касније ливадско) пчеларство, лов и риболов. Звери су ловљене због меса и драгоценог крзна; крзна су продавана. Речне и језерске рибе ловљене су вршама, на светло и томе слично. Били су развијени тесарски, столарски и ковачки занат, сеча дрва за грађу и огрев.

### Традиционална насеља и куће
Међу сеоским насељима највише је било гомиластих села, а потом ушорених; били су раширени и салаши. Имање белоруског сељака обухватало је стамбене и помоћне зграде у дворишту, повртњак и гумно. Дворишта су се по особеностима традиционалне градње делила на три основне врсте: дворишта “на венац” (са зградама са све четири стране, тј. у облику слова П, а на једној страни капија од брвана); “дужна” с везом у један ред - смештање дворишних зграда у један низ; такође дужна, али с везом у два реда - смештањем зграда у два реда с отвореним простором међу њима. Кућа за становање је брвнара са кровом на две воде (од сламе, летава, шиндре), најчешће чеоним делом излази на улицу. Куће имају 1 или 2 просторије (кућа - трем; кућа - трем - кућа). Основ унутрашњег распореда чинила је “руска” пећ (зидана), смештена у углу код врата, према којима је окренута “чалом” - отвором. Око пећи се дуж слепог зида налазио “под” - низак дашчани под на коме су обављани свакојаки домаћи послови, док се ноћу спавало. Спавало се и на дашчаним лежајевима постављеним над “подом” и на непокретним клупама смештеним дуж зидова које су образовале “кутни” или “красни” угао с иконама. “Красни” угао се налазио дијагонално од пећи.

### Традиционална одећа
Основ женске ношње чинила је дугачка кошуља с умецима, затим су ишли поњева (врста сукње) сашивена од разнобојних пруга тканине домаће израде, летње сукње од коцкасто тканог платна. Обавезну допуну чинили су кецеља, прслук, разнобојно изаткан појас. Кошуља је украшавана богатим везом. Основ мушке ношње чинила је спреда просечена дуга кошуља до колена (ношена преко панталона, опасана појасом сплетеним од разнобојне вуне) и панталоне узане у горњем делу. Мушкарци су лети носили пустену капу (мегерку) или сламнати шешир (бриљ), а зими шубару. Жене су на глави носиле разне мараме, шалове, намитку (врста ручника) које су на различите начине везивале, “чапце” (врсту капица за удате жене). Зими су мушкарци и жене носили сукнене “свитке”, кратке бунде и др. Обућа - ликови опанци (од липе или леске), кожне “постоле” сопствене израде, ваљенке (пустене чизме).

### Национална кухиња
У свакодневном животу Белоруса у Русији мало је тога остало од њихове традиционалне културе. Најбоље се сачувала традиција националне кухиње. Белоруси воле јела од теста: палачинке, уштипке, колаче, спремају различите каше, укључујући ону хељдину запечену са сиром, кулеш (ретка каша од прекрупе са сланином), кисељ (воћни сируп укуван са кромпировим брашном) од овса и грашка. Премда, штоно Белоруси кажу, “усјаму галава - хлеб” (хлеб је свему глава), широко је у употреби “други хлеб” - кромпир. У традиционалној кухињи има скоро 200 јела од њега. Поједина јела не треба јести са хлебом, већ са хладним кромпиром. Врло су раширени кромпирови уштипци (“драники”), мусака од кромпира са сланином (“драчонка”), дробљени кромпир са сланином или млеком и јајима (“тавканица”, ”буљбјанаја јајечња”). Омиљено месо Белоруса је свињетина. Једну од особености белоруске кухиње представљају “бељоније”, тј. млеком зачињена јела, најчешће супе. Најраширеније чорбе су од беле репе, тикве, мркве.

### Фолклор
Од белоруског фолклора у свакодневном животу се најчешће могу чути “волочебније” песме које се певају на Ускрс. Познате су следеће белоруске народне игре: “гусари”, ”мјацелица” (мећава), ”крижачок” и друге, праћене ”припевкама”. У народној уметности најбоље су се сачувале традиције израде шараних тканица и везова на покривачима, зидним ћилимчићима, столњацима, убрусима. Шаре су већином геометријске или биљне.

### Језик
Два званична језика у Белорусији су белоруски и руски. Руски језик је додат у устав након белоруског референдума 1995. године, заједно са поновним постављањем редизајниране заставе, грба и химне БССР уместо националних. Парламентарна скупштина ОЕБС-а констатовала је да је референдум прекршио међународне стандарде. Посланици опозиције су тврдили да је организација референдума укључивала неколико озбиљних кршења закона, укључујући и устав.